# Дисни Ченъл (България)
Дисни Ченъл България е български детски телевизионен канал, който започва излъчване на 19 септември 2009 г. в резултат на закупените честоти на канал Джетикс в България, Румъния и Молдова. Официалното име на канала е Дисни Ченъл Румъния и България.

## История
Каналът стартира през 1999 г. като част от семейството на Фокс под името Fox Kids. Каналът се предлага на 4 езика – руски, румънски, турски и оригинален (английски). Впоследствие на 1 януари 2005 г. детският канал е закупен от Дисни, като след това канала сменя визията и името си на Jetix. По-късно стартират и първите Уолт Дисни програми по Jetix, най-известните сред които са Ин Янг Йо и Уич.
На 1 октомври 2007 г. програмата на Jetix стартира частично излъчване на български език, като впоследствие програмата достига над 90% дублаж.
На 11 август 2008 г. всеки ден от 11:30 и 18:30 часа стартира Disney Block, в който се излъчват 4 от най-популярните и нашумели предавания по света на Дисни: Хана Монтана, Финиъс и Фърб, Американски дракон: Джейк Лонг и Ким Суперплюс. През октомври 2008 г. Ким Суперплюс започва излъчване, озвучен на български език с дублаж на „Александра Аудио“ правен за БНТ 1. От месец ноември 2008 г. на български език започва излъчване Американски дракон: Джейк Лонг, а месец по-късно и Финиъс и Фърб.
На 19 септември 2009 г. канал Jetix се обновява в световноизвестната марка канал Disney Channel. Озвучаването отново е частично, но до края на 2010 година канала трябва да бъде дублиран напълно. Правят се синхронни дублажи от Александра Аудио и Доли Медия Студио, както и обикновени от Медиа Линк. Програмата на канала е с 24-часова продължителност и се предлага на 4 езика – румънски, български и оригинален (английски). Има и руски аудио поток, на който до 10 август върви английско аудио. След като канал Jetix Russia се препроектира в канал Disney Channel Russia аудиото е сменено с такова на украински език, като рекламите и много малка част от филмите и сериалите вървят озвучени на него или на руски език.
На 11 август 2015 г. Дисни Ченъл България премина във формат на картината 16:9.

## Програма
| Списък със заглавията по Disney Channel | |
| Година                                  | Заглавие |
| 2009                                    | Анимационни сериали: Айнщайнчета; Американски дракон: Джейк Лонг; Бранди и г-н Уискърс; Бухалът; Джими Куул; Кид върсъс кат; Ким Суперплюс; Клубът на Мики Маус; Коланимация; Лило и Стич: Сериалът; Майстор Мани; Моите приятели Тигъра и Мечо Пух; Монстър Бъстър Клъб; Новото училище на императора; Смяна; Тотали Спайс; Финиъс и Фърб. Игрални сериали: Арън Стоун; Брайън О'Брайън; Джонас; Зик и Лутър; Лудориите на Зак и Коди; Магьосниците от Уейвърли Плейс; Мързелград; H2O; Съни на алеята на славата; Хана Монтана;. Игрални филми: Близначки-магьосници; Близначки-магьосници 2; Глезлите; За секунда; Зенон: Момичето от 21 век; Зенон: Продължението; Кадет Кели; Кемп Рок; Коледният преврат; Коледният списък; Коледното желание на Ричи Рич; Магьосниците от Уейвърли Плейс: Филмът; Мама има среща с вампир; Мотокрос; Програма за защита на принцеси; Скачай!; Тринайсетата година; Умникът; Училищен мюзикъл; Училищен мюзикъл 2; Хелоуинтаун; Хелоуинтаун 2: Отмъщението на Калабар; Холограмна звезда; Цената на славата; Шантава работа. Анимационни филми: Атлантида: Изгубената империя; Братът на мечката; Камбанка; Камбанка и изгубеното съкровище; Пинокио; Търсенето на Немо |
| 2010                                    | Анимационни сериали: Бруно Велики; Вълнения по вълните; Да се посмеем; Кръстници вълшебници; Кръстовище в джунглата; Майстор Мани; Училище за инструменти; Покемон; Специален агент Осо. Игрални сериали: В групата съм; Джейк и Блейк; Корабните приключения на Зак и Коди; К9; Клуб „Училищен мюзикъл“: Да го направим; Късмет Чарли!; Нини. Игрални филми: Вива хай скул мюзикъл:Аржентина; Вива хай скул мюзикъл: Мексико; Детегледачка; Детегледачка 2; Джони Капалаха: Отново на борда; Джони Цунами; Звезден сблъсък; Играта на играчките 2; Ирландски късмет; Каспър среща Уенди; Кемп Рок 2: Последният концерт; Ким Суперплюс: Каква драма; Колите; Кошерът на батко; Магьосниците на палубата с Хана Монтана; Небесни бегачи; Отвлякоха татко; Пътят към успеха; Самоличността на Пийт; Снежанка; Уенди Ву; Чита Гърлс; Чита Гърлс 2; Шпионката Хариет: Блогърски войни. |
| 2011                                    | Анимационни сериали: Риби Тийнейджъри, Джейк и пиратите от Невърленд, Приключенията на Бъз Бъз, Тимон и Пумба Игрални сериали: Раздвижи се, Усмихнати умници, Братя по карате, Фермата Гот Игрални филми: 16 желания; Гимназия Авалон; Лимонадената банда; Снежни приятели; Невероятното приключение на Шарпей; Бавачката ми е вампир; Анимационни филми Красавицата и Звяра; Чикън Литъл; Мулан; |
| 2012                                    | Анимационни сериали: Голямото междучасие, Финиъс и Фърб, Тайните на Гравити Фолс Игрални сериали: Джеси Игрални филми: Принц Смотльо, Неприятели, Радио Бунтар, Лов на чудовища Анимационни филми |
| 2013                                    | Анимационни сериали: София Първа Игрални сериали: Виолета, Виолета 2, Крале по неволя, Куче с блог, Остин и Али, Бавачката ми е вампир, Вълча кръв, Лив и Мади, Русалките от Мако Игрални филми: Плажен тийн филм, Магьосниците се завръщат: Алекс срещу Алекс Анимационни филм: Скъпи, Дракула, Чудата Коледа |
| 2014                                    | Анимационни сериали: Уондър, Лагерът Лейкботъм, Лего Star Wars, Ранди Кънингам, Сабрина: Тайната на една вещица Игрални сериали: Клонинги в мазето, Доктори на супергерои, Спечели-загуби — но рисувай, Не бях аз, Виолета 3, Лятна ваканция, Краш и Бърнстийн Игрални филми: Клауд 9, Зоуи и магическото приложение, Виолета: Концертът Анимационни филми: Бамби, Семейство Робинсън, Малката русалка, Малката русалка: Ариел в началото, Книга за джунглата, Книга за джунглата 2 |
| 2015                                    | Анимационни сериали: Стридок, 7 Д, ЛолиРок, Принцеса Бътърфлай в битка със силите на злото, Златокоска и Мечо, Star Wars: Хрониките на дроида Игрални сериали: Имението „Евърмур“, Ханк Зипзър, Анндроиди, Кейси под прикритие, Най-добри приятели завинаги! Игрални филми: Кралицата на бала, Опашати лъжи, Плажен тийн филм 2, Наследниците, Виолета: Път към върха Анимационни филми: Камбанка и тайната на крилете, Робин Худ, Играта на играчките, Талисманът на фараона, Треска по замръзналото кралство, УОЛ-И, В капана на Коледа |
| 2016                                    | Анимационни сериали: Псевдокотка, Щурите Ронкс, Пазител на Лъвските земи, Законът на Майло Мърфи, Псевдокотка Игрални сериали: Групата на Алекс, Хрониките на Евърмур, Луна, Аз съм по средата, Бизаардварк, Наръчник на Геймъра за почти всичко Игрални филми: Моята невидима сестра, Огнен дух, Майка и дъщеря - Калифорнийска мечта, Детегледачки в акция Анимационни филми: Пазителят на лъвските земи, Принцесата и жабокът |
| 2017                                    | Анимационни сериали: Замръзналото кралство: Северно сияние, Зу Зу, Пен Зироу: Почасов герой, Патешки истории, Приключенията на Рапунцел и разбойника, Спайдър-Мен, Хотел Трансилвания Игрални сериали: Кърби Бъкетс Игрални филми: Наследниците 2, Групата на Алекс: Как да пораснем, макар че сме родители Анимационни филми: |
| 2018                                    | Анимационни сериали: Улица „Далматинци“ 101, Героичната шесторка: Сериалът, Кити не е котка Игрални сериали: Домът на Рейвън, Намери ме в Париж Игрални филми: Зомбита, Шантав петък (филм, 2018 г.) Анимационни филми: |
| 2019                                    | Анимационни сериали: Амфибия, Големият град на Грийнс, Въпросите на Куп и Ками Игрални сериали: Бързата Лейн, Пени от М.А.Р.С. Игрални филми: Наследниците 3, Ким Суперплюс Анимационни филми: Самолети, Феноменалните, 101 далматинци II: Приключението на Пач в Лондон |
| 2020                                    | Анимационни сериали: Сейди Спаркс Игрални сериали: Слушай публиката, Най-добрата бавачка в галактиката Игрални филми: Зомбита 2, Несъвършена магия Анимационни филми: Рататуй, Покахонтас 2: Пътуване в нов свят |
| 2021                                    | Анимационни сериали: Къщата на совите, Момче, момиче и т.н., Неудържимият жълт йети Игрални сериали: Рицар по неволя, Слушай публиката, Тайните на Сълфър Спрингс Игрални филми: История с мумия |
| 2022                                    | Анимационни сериали: Призракът и Моли Макгий, Мики Маус - Забавната къща, Училище за викинги, Призрачна сила Игрални сериали: Игрални филми: История с мумия 2, Зомбита 3 |
| 2023                                    | Анимационни сериали: Лунното момиче и Дяволският динозавър, Хамстер и Гретел, Пилоти на дронове, Наполовина герои, Тафи Игрални сериали: Злодеите от Вали Вю, Ултра Вайълет и Черния скорпион |
| 2024                                    | Анимационни сериали: Хейли е на ход!, Таласъми на работа, Братовчеди Игрални сериали: |
| 2025                                    | Анимационни сериали: Стуго Игрални сериали: Магьосниците отвъд Уейвърли Плейс |

## Анимации и сериали

### Анимации
- Тайните на Гравити Фолс
- Джими Куул
- Кид върсъс Кат
- Риби Тийнейджъри
- Тимон и Пумба
- Финиъс и Фърб
- Щурият Бутовски
- Лило и Стич
- Голямото междучасие
- Американски дракон: Джейк Лонг
- Ким Суперплюс
- Бранди и г-н Уискърс
- Върховният Спайдър-Мен
- Тотали Спайс
- Покемон
- Монстър Бъстър Клъб
- Смяна
- Новото училище на царя
- Вълнения по вълните
- Уондър
- Лагерът Лейкботъм
- Лего Star Wars
- Ранди Кънингам
- Сабрина: Тайната на една вещица
- 7 Д
- Стридок
- ЛолиРок
- Принцеса Бътърфлай в битка със силите на злото
- Мега-чудесата на Калинката и Черния котарак
- Star Wars: Хрониките на дроида
- Пен Зироу: Почасов герой
- Замръзналото кралство: Северно сияние
- Зу Зу
- Елена от Авалор
- Законът на Майло Мърфи
- Псевдокотка
- Стар Дарлингс
- Мики и приятели състезатели
- Модата на Мини

### Сериали
- Групата на Алекс
- Виолета
- Луна
- Бавачката ми е вампир
- В групата съм
- Джейк и Блейк
- Зик и Лутър
- Корабните приключения на Зак и Коди
- Късмет Чарли!
- Лудориите на Зак и Коди
- Нини
- Раздвижи се
- Съни на алеята на славата
- Хана Монтана
- Братя по карате
- Остин и Али
- Куче с блог
- Фермата Гот
- Крале по неволя
- Магьосниците от Уейвърли Плейс
- Лив и Мади
- Улф Блъд
- Арън Стоун
- К9
- H2O: Просто добави вода
- Русалките от Мако
- Африкански котки: Приключение
- Джеси
- Джонас
- Клонинги в мазето
- Доктори на супергерои
- Не бях аз
- Ужасвил
- I Love Violetta
- Рецептите на Виолета
- Райли в големия свят
- Ханк Зипзър
- Хрониките на Евърмур
- Анн-дроиди
- Кейси под прикритие
- Най-добри приятели завинаги!
- Къмпиране
- Бизаардварк
- The Lodge
- Единайсеторката
- Колко неловко

### Кратки анимации
- Тайният живот на загубеняците
- Измислиците на Матю
- Мики Маус — shorts
- Смехорий с Мики
- Бруно Велики
- Истории с играчките
- Брайън' О' Брайън

### Disney Junior
| Сериали - Айнщайнчета - Клубът на Мики Маус - Кръстовище в джунглата - Майстор Мани - Специален агент Осо - Усмихнатите умници - Джейк и пиратите от Невърленд - Приключенията на Бъз Бъз - Док Макплюшинс - София Първа - Мук - Бутикът за панделки на Мини - Арт Атака - Дивият Запад на Шериф Кели - Златокоска и мечока |

### Пълнометражни филми
Анимационни филми
- Аладин
- Аладин и завръщането на Джафар
- Аладин и царят на разбойниците
- Атлантида: Изгубената империя
- Братът на мечката
- Бамби
- Див живот
- Играта на играчките
- Играта на играчките 2
- Играта на играчките 3
- Камбанка
- Камбанка и изгубеното съкровище
- Камбанка и спасяването на феите
- Ким Суперплюс: Каква драма
- Колите
- Красавицата и звярът
- Книга за джунглата
- Книга за джунглата 2
- Малката русалка
- Малката русалка: Началото на Ариел
- Мулан
- Мулан 2
- Пинокио (филм, 1940)
- Покахонтас 2: Пътуване в нов свят
- Рататуй
- Семейство Робинсън
- Снежанка и седемте джуджета (филм, 1937)
- Таласъми ООД
- Тарзан
- Търсенето на Немо
- Феноменалните
- Цар лъв
- Цар лъв 2: Гордостта на Симба
- Цар лъв 3: Хакуна матата
- Чикън Литъл
- Under Wraps
- В капана на Коледа

Игрални филми
- 16 желания
- Близначки - магьосници
- Близначки - магьосници 2
- Вива хай скул мюзикъл: Аржентина
- Вива хай скул мюзикъл: Мексико
- Виолета: Концертът
- Виолета: Път към върха
- Всички говорят
- Гимназия Авалон
- Гимназия Хелоуинтаун
- Глезлите
- Голф маниаци
- Детегледачка
- Детегледачка 2
- Джони Капалаха: Отново на борда
- Джони Цунами
- Досадни бебета
- За секунда
- Звезден сблъсък
- Зенон: Момичето от 21 век
- Зенон: Продължението
- Зоуи и магическото приложение
- Ирландски късмет
- Кадет Кели
- Каспър среща Уенди
- Кемп Рок
- Кемп Рок 2: Последният концерт
- Клауд 9
- Коледният преврат
- Коледният списък
- Коледното желание на Ричи Рич
- Кошерът на батко
- Късмет, Чарли! - Филмът
- Кралицата на бала
- Лагерни ужасии
- Ледена принцеса
- Лимонадената банда
- Зак и Коди: Филмът
- Магьосниците от Уейвърли Плейс: Филмът
- Магьосниците на палубата с Хана Монтана
- Мама има среща с вампир
- Мотокрос
- Наследниците
- Небесни бегачи
- Неприятели
- Невероятното приключение на Шарпей
- Нека да блести
- Отвлякоха татко
- Операция Коледа
- Опашати лъжи
- Плажен тийн филм
- Плажен тийн филм 2
- Програма за защита на принцеси
- Проект „Меркурий“
- Принц Смотльо
- Пътят към успеха
- Самоличността на Пийт
- Снежни приятели
- Скачай!
- Тринайсетата година
- Тънкият лед
- Уенди Ву
- Умникът
- Училищен мюзикъл
- Училищен мюзикъл 2
- Хелоуинтаун
- Хелоуинтаун 2: Отмъщението на Калабар
- Холограмна звезда
- Цената на славата
- Чита Гърлс
- Чита Гърлс 2
- Чита Гърлс: Един свят
- Шантава работа
- Шпионката Хариет: Блогърски войни
- Лов на чудовища